# Renascimento bengalês

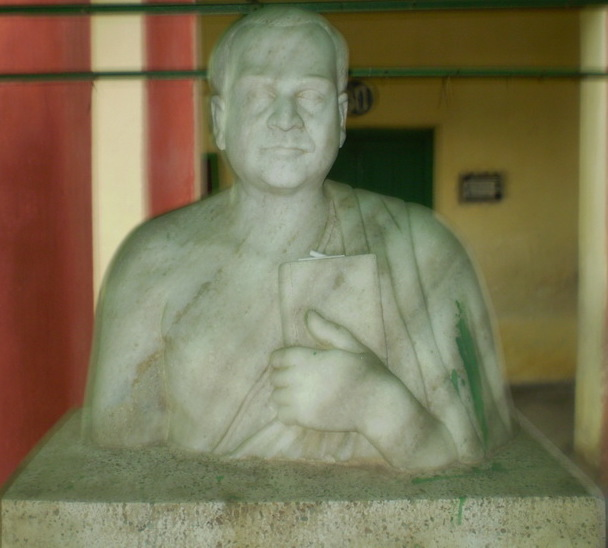
Retrato de “Dwarakanath Vidyabhushan” na Escola de Harinavi, 1820

O renascimento bengalês refere-se a um movimento de reforma social durante o século XIX e início do século XX na região de Bengala na Índia, durante o período de domínio britânico. O renascimento bengalês pode ter começado com Rajá Ram Mohan Roy (1772-1833) e terminou com Rabindranath Tagore (1861-1941)